# Platydoris stomascuta
Platydoris stomascuta är en snäckart som beskrevs av Bouchet 1977. Platydoris stomascuta ingår i släktet Platydoris och familjen Platydorididae. Inga underarter finns listade i Catalogue of Life.